# Kathrin Christians
Kathrin Christians (* 1984) ist eine deutsche Querflötistin.

## Leben
Christians wuchs in Neckarsteinach und Heidelberg auf. Sie studierte bereits während der Gymnasialzeit Querflöte an der Musikhochschule Mannheim und erhielt dort ihr Diplom. Weitere Studien führten sie in die Meisterklasse der Musikhochschule München. Den Master schloss sie an der Musikhochschule Stuttgart mit Auszeichnung ab.
Mit 23 Jahren wurde Christians Soloflötistin der Heidelberger Sinfoniker und des Mannheimer Mozartorchesters, wo sie bis 2011 tätig war. Seitdem gibt sie kammermusikalische Konzerte und tritt als Solistin auf Festivals wie dem MDR-Musiksommer, Lucerne Festival und Palermo Classica auf. Kurz vor Veröffentlichung ihres Debütalbums erlitt Christians einen Schlaganfall, der sie halbseitig lähmte. Nach vier Monaten stand sie wieder auf der Bühne und konzertiert seitdem mit einer Augenklappe.
2019 gründete Christians in Heidelberg den Einzelhandel „Heimat–Schönes aus der Region“, 2021 entwickelte sie die Marke „Eau de Wald“.
Zu ihrem sozialen Engagement gehören ihre Mitgliedschaft bei Musicians for Human Rights, sowie die interdisziplinäre Entwicklung eines therapiebegleitenden Musikprogramms im Tagestumorzentrum für Chemotherapie am Universitätsklinikum Mannheim. Als Schnittstellenpartner zwischen Unternehmen, kulturellen Einrichtungen und Kulturschaffenden ist sie beratend tätig. Des Weiteren tritt sie seit ihrem Schlaganfall als Interviewpartner und Motivator in Erscheinung. Fernsehporträts und Interviews wurden im ZDF, RBB, SWR und RNF gesendet. Außerdem ist sie seit 2019 Schirmherrin der Stiftung Valentina, die schwerstkranke Kinder und deren Familien unterstützt. 2022 wurde sie ins Kuratorium von Wundernova Bildungswerk gGmbH berufen.

## Diskografie
- 2017: Flötenkonzerte – Kathrin Christians Querflöte, Württembergisches Kammerorchester Heilbronn unter der Leitung von Ruben Gazarian (Hänssler Classic)

## Auszeichnungen
- 2018: Stipendiatin des Richard-Wagner-Verbands
- 2018: Nominierung ICMA Award
- 2018: OPUS Klassik Nachwuchskünstlerin des Jahres[12][13]